# Потенціометрія
Потенціоме́трія (рос. потенциометрия, англ. potentiometry, нім. Potentiometrie f) – фізико-хімічний метод кількісного аналізу, що ґрунтується на вимірюванні електрохімічного потенціалу електрода в розчині досліджуваної речовини. Застосовують для визначення концентрації електролітів. Потенціометрія використовується також в автоматизованих системах аналітичного контролю технологічних потоків на збагачувальних фабриках і гідрометалургійних заводах.